# Manuel Ventura Gómez Lechuga
Manuel Ventura Gómez Lechuga (Baeza ¿? - † Madrid, 1844) religioso español, canónigo de Málaga, obispo intruso no llegó a aparecer por la diócesis de Jaén, aunque fue nombrado en 1842.
En 1840 el general Espartero lo nombró como sucesor de Antonio Martínez de Velasco sin consentimiento papal.
En 1841 fue nombrado senador de la provincia de Málaga.